# Syzygium dealbatum

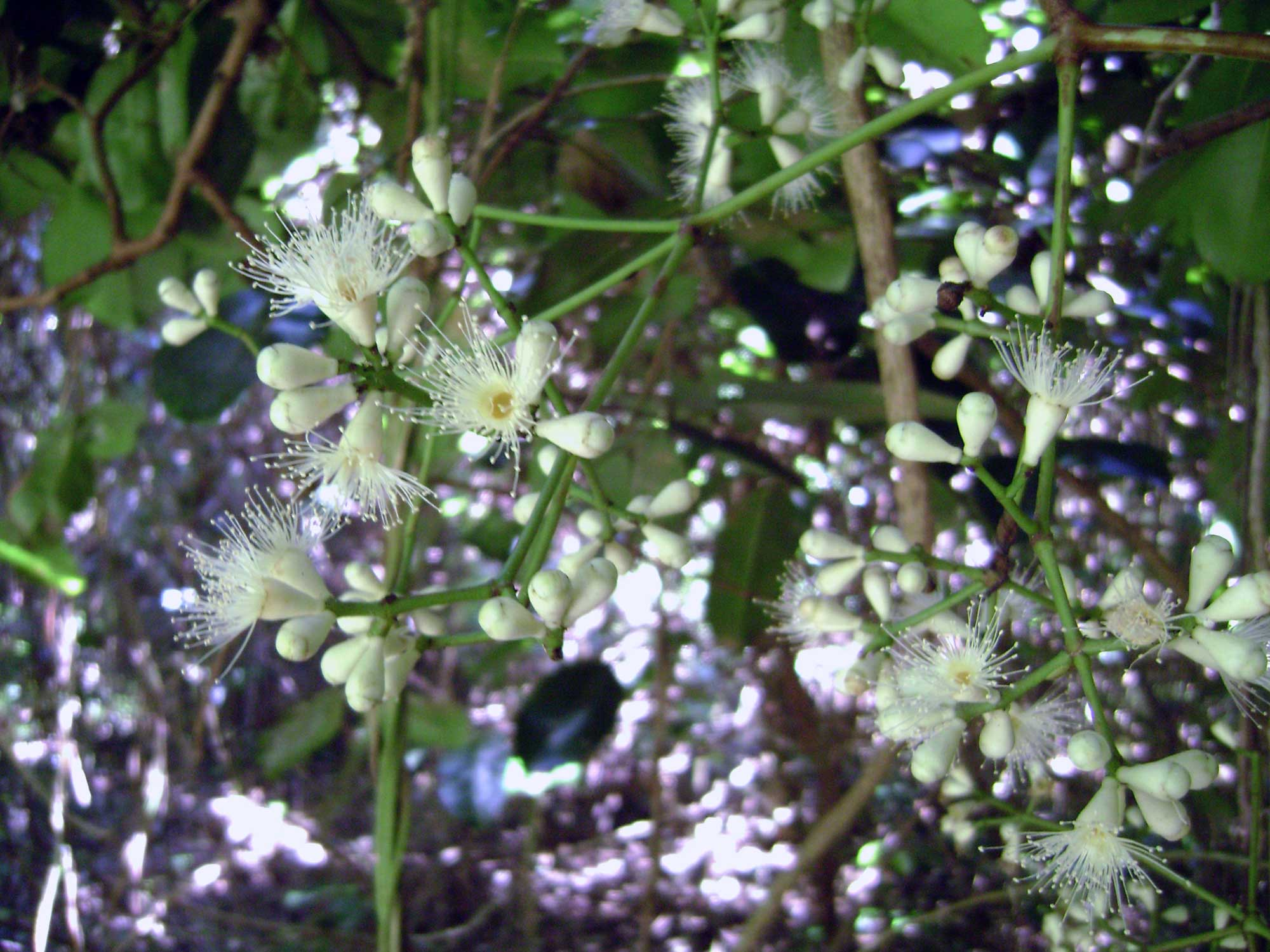
Syzygium dealbatum.

Syzygium dealbatum är en myrtenväxtart som först beskrevs av Isaac Henry Burkill, och fick sitt nu gällande namn av Albert Charles Smith. Syzygium dealbatum ingår i släktet Syzygium och familjen myrtenväxter. Inga underarter finns listade i Catalogue of Life.